# チャンクル県
チャンクル県 (チャンクルけん、トルコ語: Çankırı ili) は、トルコ中北部、中央アナトリア地方の県である。

## 概要
北から時計回りにカスタモヌ県、チョルム県、クルクカレ県、アンカラ県、ボル県、カラビュック県と接する。
チャンクルは主に農業を行っており、小麦、豆、とうもろこし、トマトなどの作物を作っている。夏は非常に暑く、雨も少なくなる。逆に冬は非常に寒く、雨雪を伴う。
紀元前3世紀ごろにはこの地域はガラテアの植民地であった。

## 下位自治体
- チャンクル（Çankırı）
- アトカラジャラル（Atkaracalar）
- バイラメレン（Bayramören）
- チェルケシュ（Çerkeş）
- エルディヴァン（Eldivan）
- ウルガズ（Ilgaz）
- クズルルマク（Kızılırmak）
- コルグン（Korgun）
- クルシュンル（Kurşunlu）
- オルタ（Orta）
- シャバネジュ（Şabanözü）
- ヤプラクル（Yapraklı）